# Anna Verhoeven
Anna Verhoeven (Haaren, 2 februari 1998) is een Nederlandse zangeres, woonachtig in Tilburg.
Verhoeven werd op 12 januari 2012 op radiostation 3FM uitgeroepen tot de Nederlandse Birdy. 3FM-dj Giel Beelen startte deze wedstrijd naar aanleiding van zijn bewondering voor de Engelse Birdy, Jasmine van den Bogaerde. Verhoeven ontving via Twitter diezelfde dag nog een felicitatie van Birdy. Het weekend nadat ze tot winnares werd uitgeroepen, trad Verhoeven op tijdens popfestival Noorderslag in Groningen. Verhoevens debuutsingle is een cover van het nummer Signal van de Nederlandse zangeres Laura Jansen. 
Op 14 maart 2012 werd bekengemaakt dat Anna genomineerd is voor een 3FM Award in de categorie Beste Nieuwkomer.

## Biografie
Verhoeven leerde piano spelen van haar vader en het was ook hij die haar overhaalde om een opname van zichzelf op YouTube te zetten. Zelf vond ze zich daar niet goed genoeg voor. Kort hierna won ze de Nederlandse Birdy contest en bracht ze haar eerste single Signal uit als muziekdownload. 

## Carrière
Signal kwam een dag na uitgave op nummer 20 in de Nederlandse Single Top 100 binnen en op nummer 15 in de iTunes Top 30. Bij binnenkomst in de Top 40 op nummer 37 stond Birdy op nummer 38 met haar tweede single People help the people. De Flikken-telefilm De Overloper, te zien op 27 januari 2012, gebruikte aan het einde van de film Signal. 
Op 23 mei 2013 verscheen de EP¨This is My Day op iTunes. Deze EP bevat 6 nummers, namelijk; This is My Day, Save Me From Myself, What it is, Dancing in The Rain, Beautiful Goodbye en Signal. Hierna besloot platenlabel Universal te stoppen met Verhoeven vanwege bezuinigingen en werd het team rondom haar ontslagen. .

## Discografie

### Singles
| Single met eventuele hitnotering(en) in de Nederlandse Top 40 | Datum van verschijnen | Datum van binnenkomst | Hoogste positie | Aantal weken | Opmerkingen                 |
| ------------------------------------------------------------- | --------------------- | --------------------- | --------------- | ------------ | --------------------------- |
| Signal                                                        | 12-01-2012            | 28-01-2012            | 36              | 3            | Nr. 13 in de Single Top 100 |
| This is my Day                                                | 23-05-2013            |                       |                 |              |                             |